# Lepea
Lepea ist ein Ort auf der Insel Upolu in Samoa, ein Vorort der Hauptstadt Apia.

## Geographie
Lepea liegt zentral an der Nordküste der Insel, im Westen der Hauptstadt und an der Vaiusu Bay. In der Umgebung liegen die Siedlungen Vailoa, Vaitoloa, Tulaele und Pesega.
Vailoa hatte 2016 ca. 720 Einwohner.
Der Fululasau River verläuft im Osten der Siedlung.

## Klima
Das Klima ist tropisch heiß, wird jedoch von ständig wehenden Winden gemäßigt. Ebenso wie die anderen Orte von Samoa wird Vailoa gelegentlich von Zyklonen heimgesucht.